# Australische Cricket-Nationalmannschaft in Indien in der Saison 2008/09
Die Tour der australischen Cricket-Nationalmannschaft nach Indien in der Saison 2008/09 fand vom 9. Oktober bis zum 10. November 2008 statt. Die internationale Cricket-Tour war Teil der internationalen Cricket-Saison 2008/09 und umfasste vier Test Matches. Indien gewann die Serie 2-0.

## Vorgeschichte

### Einordnung
Für beide Mannschaften war es die erste Tour der Saison. Das letzte Aufeinandertreffen der beiden Mannschaften bei einer Tour fand in der Saison 2007/08 in Australien statt.

### Unsicherheit der Austragung
Nachdem es in der Region zu zahlreichen Bombenanschlägen gekommen war, die unter anderem zur Absage der ICC Champions Trophy in Pakistan führten, gab es auch bei dieser Tour Sicherheitsbedenken. So wurde lange Zeit eine Mögliche Verlegung des dritten Tests in Erwägung gezogen, nachdem es dort mehrere Vorfälle gab. Etwa zwei Wochen nach der Tour kam es zu den Anschlägen in Mumbai.

## Stadien
Für die Tour wurden folgende Stadien als Austragungsorte vorgesehen und vom 9. April 2008 bekanntgegeben.
| Stadion                              | Stadt     | Kapazität | Spiele  |
| ------------------------------------ | --------- | --------- | ------- |
| M. Chinnaswamy Stadium               | Bangalore | 42.000    | 1. Test |
| Feroz Shah Kotla                     | Delhi     | 48.000    | 3. Test |
| Punjab Cricket Association Stadium   | Mohali    | 35.000    | 2. Test |
| Vidarbha Cricket Association Stadium | Nagpur    | 45.000    | 4. Test |

## Kader
Australien benannte seinen Kader am 12. September 2008.
Indien benannte seinen Kader am 1. Oktober 2008.
| Test | Test |
| Indien | Australien |
| --- | --- |
| - Anil Kumble (K) - Subramaniam Badrinath - MS Dhoni (wk) - Rahul Dravid - Gautam Gambhir - Sourav Ganguly - Zaheer Khan - VVS Laxman - Amit Mishra - Munaf Patel - Virender Sehwag - Ishant Sharma - Harbhajan Singh - RP Singh - Sachin Tendulkar - Murali Vijay | - Ricky Ponting (K) - Doug Bollinger - Stuart Clark - Michael Clarke - Brad Haddin (wk) - Matthew Hayden - Michael Hussey - Mitchell Johnson - Simon Katich - Jason Krejza - Brett Lee - Shaun Marsh - Bryce McGain - Peter Siddle - Shane Watson - Cameron White |

## Tour Matches
| 27. – 28. September Scorecard | Jaipur | Australians 218 (77.1) | – | RCA Centre of Excellence 122 (52.2) |
|                               |        | Remis                  |   |                                     |

| 2. – 5. Oktober Scorecard | Hyderabad | Indian Board President’s XI 455 (108.4) & 127-2 (38) | – | Australians 314 (120.3) |
|                           |           | Remis                                                |   |                         |

## Test Matches

### Erster Test in Bangalore
| 9. – 13. Oktober Scorecard | Bangalore | Australien 430 (149.5) & 228-6d (73) | – | Indien 360 (119) & 177-4 (73) |
|                            |           | Remis                                |   |                               |

### Zweiter Test in Mohali
| 17. – 21. Oktober Scorecard | Mohali | Indien 469 (129) & 314-3d (65) | – | Australien 268 (101.4) & 195 (64.4) |
|                             |        | Indien gewinnt mit 320 Runs    |   |                                     |

Der indische Spieler Zaheer Khan wurde auf Grund von unsportlichem Verhalten mit einer Geldstrafe belegt.

### Dritter Test in Delhi
| 29. Oktober – 2. November Scorecard | Delhi | Indien 613-7d (161) & 208-5d (77.3) | – | Australien 577 (179.3) & 31-0 (8) |
|                                     |       | Remis                               |   |                                   |

Nachdem der indische Spieler Gautam Gambhir eine Auseinandersetzung mit dem Australier Shane Watson hatte, wurden Watson mit einer Geldstrafe belegt und Gambhir für ein Spiel gesperrt. Nach dem Spiel erklärte der indische Kapitän Anil Kumble seinen Rücktritt vom internationalen Cricket.

### Vierter Test in Nagpur
| 6. – 10. November Scorecard | Nagpur | Indien 441 (124.5) & 295 (82.4) | – | Australien 355 (134.4) & 209 (50.2) |
|                             |        | Indien gewinnt mit 172 Runs     |   |                                     |

## Statistiken
Die folgenden Cricketstatistiken wurden bei dieser Tour erzielt.
| Tests            | Tests      | Tests   | Tests   | Tests   | Tests   | Tests   | Tests   | Tests   |
| Batting          | Batting    | Batting | Batting | Batting | Batting | Batting | Batting | Batting |
| Spieler          | Mannschaft | Spiele  | Innings | Runs    | Average | HS      | 100s    | 50s     |
| ---------------- | ---------- | ------- | ------- | ------- | ------- | ------- | ------- | ------- |
| Gautam Gambhir   | Indien     | 3       | 6       | 463     | 77,16   | 206     | 2       | 1       |
| Sachin Tendulkar | Indien     | 4       | 8       | 396     | 56,57   | 109     | 1       | 2       |
| Michael Hussey   | Australien | 4       | 7       | 394     | 56,28   | 146     | 1       | 3       |
| VVS Laxman       | Indien     | 4       | 7       | 381     | 95,25   | 200*    | 1       | 2       |
| Virender Sehwag  | Indien     | 4       | 8       | 351     | 43,87   | 92      | 0       | 3       |
| Bowling          |            |         |         |         |         |         |         |         |
| Spieler          | Mannschaft | Spiele  | Overs   | Wickets | Average | BBI     | 5W      | 10W     |
| Ishant Sharma    | Indien     | 4       | 138     | 15      | 27,06   | 4/77    | 0       | 0       |
| Harbhajan Singh  | Indien     | 3       | 172.2   | 15      | 28,86   | 4/64    | 0       | 0       |
| Amit Mishra      | Indien     | 3       | 122     | 14      | 24,07   | 5/71    | 1       | 0       |
| Mitchell Johnson | Australien | 4       | 166     | 13      | 40,07   | 4/70    | 0       | 0       |
| Jason Krejza     | Australien | 1       | 74.5    | 12      | 29,83   | 8/215   | 1       | 1       |

## Player of the Series
Als Player of the Series wurden die folgenden Spieler ausgezeichnet.
| Serie | Player of the Series |
| ----- | -------------------- |
| Test  | Ishant Sharma        |

### Player of the Match
Als Player of the Match wurden die folgenden Spieler ausgezeichnet.
| Spiel   | Player of the Match |
| ------- | ------------------- |
| 1. Test | Zaheer Khan         |
| 2. Test | MS Dhoni            |
| 3. Test | VVS Laxman          |
| 4. Test | Jason Krejza        |